# Монумент Незалежності (Пномпень)

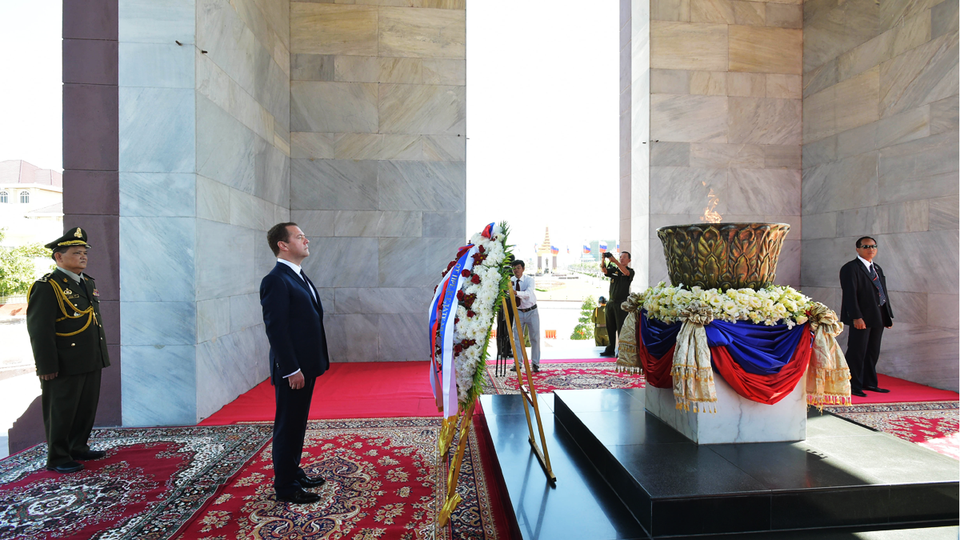
Всередині монумента

Пам'ятник Незалежності (кхмер. វិមានឯករាជ្យ, «Vimean Akareach») — пам'ятник у Пномпені, Камбоджа, збудований у 1958 на честь здобуття державою незалежності від Франції у 1953.
Зведено на перетині бульвару Нородома та бульвару Сіанук у центрі міста.
Являє собою ступу у формі лотоса, виконану в стилі кхмерського храму Ангкор-Ват. Автор проекту — Ванн Моливанн.
Під час національних свят монумент Незалежності стає центром урочистостей. У таких випадках запалюють вогонь на п'єдесталі всередині монумента.